# Callicrates
Callicrates (/kəˈlɪkrəˌtiːz/; tiếng Hy Lạp: Καλλικράτης, Kallikratēs) là một kiến trúc sư Hy Lạp cổ đại  sống giữa thế kỷ thứ năm TCN. Ông và Ictinus là các kiến trúc sư của đền Parthenon (Plutarch, Pericles, 13). Một đoạn văn khẳng định ông là kiến trúc sư của "ngôi đền của Nike" trong Đền Athena Nike tại Acropolis (IG I3 35). Ngôi đền trong câu hỏi có thể là Đền amphiprostyle của Athena Nike bây giờ vẫn tồn tại trên thực tế hoặc một ngôi đền quy mô nhỏ (naiskos) khác được tìm thấy trong các cấu trúc móng sau này của ngôi đền. Một đoạn văn khác khẳng định Callicrates là một trong những kiến trúc sư của vòng thành cổ điển của Acropolis (IG I3 45), và Plutarch nói thêm (sách đã dẫn) 
rằng ông ký hợp đồng để xây dựng ba bức tường kết nối Athens và Piraeus.